# Metalni dekorativni pigmenti
Metalni dekorativni pigmenti ili metalni pigmenti (razgovorno metalik boja) su pigmenti koji se sastoje od sitnih ljuskica neželjeznih metala. Zbog izrazite metalne boje i sjaja svojih ljuskica ti pigmenti pokazuju posebne optičke učinke i upotrebljavaju se za ukras (dekoraciju). Njihov je skupni naziv i brončani pigmenti, brončane boje ili bronce, što valja razlikovati od uobičajenog naziva za slitinu bakra s kositrom. Najvažniji metalni dekorativni pigmenti jesu aluminijski i bakreni pigmenti.

## Aluminijski pigmenti
Aluminijski pigment sastoji se od sitnih djelića aluminija u obliku praha ili paste (s udjelom 35% ugljikovodičnog otapala). Priprema se mehaničkim usitnjivanjem metalnog aluminija u posebnim kugličnim mlinovima uz dodatak nekog maziva koje treba da čestice metala drži odvojenim i da određuje njihovo ponašanje u vezivu nekog laka. Već prema upotrijebljenom mazivu i svojoj finoći čestice aluminijskog pigmenta ponašaju se u vezivu laka vrlo različito. Vrlo sitne čestice obrađene zasićenim masnim kiselinama (na primjer stearinskom kiselinom) ističu se važnim svojstvom isplivavanja (engl. leafing). Većina takvih čestica skuplja se za vrijeme sušenja laka uz njegovu površinu i orijentira se paralelno s njom, pa se tako dobije prevlaka s izgledom čistog i sjajnog metala, koja je osim te svoje dekorativne uloge i otporna prema atmosferilijama i kemikalijama, nepropusna za vodu, reflektira toplinske zrake i velike je pokrivne moći. Druga vrsta aluminijskih pigmenata s neisplivavajućim česticama ima u prevlaci izgled i boju zagasitog metala bez sjaja. Čestice takva pigmenta obrađene su nezasićenim masnim kiselinama i alkilaminima, pa ne isplivavaju na površinu, već ostaju pri dnu prevlake.
Aluminijski se pigmenti vrlo mnogo upotrebljavaju. Glavna im je primjena u pripravi lakova (u kombinaciji s drugim obojenim pigmentima ili bez njih) koji služe za zaštitu i dekoraciju velikih metalnih konstrukcija (tornjeva, mostova, spremnika), za unutrašnje i vanjsko ličenje različitih materijala, za pripravu poznatih automobilskih metalnih lakova, zatim za krovne boje, za tiskarske boje i tako dalje.

## Pigment od bakrenih bronci
Bakrene bronce sadrže sitne listiće metalnog bakra ili slitine bakra s drugim metalima, u prvom redu s cinkom. Iako je ta slitina poznata pod imenom mjed, pigment od njenih sitnih djelića naziva se, kao i ostali metalni pigmenti, također broncom. Slično aluminijskim pigmentima, bakrene bronce proizvode se mljevenjem metala u kugličnim mlinovima uz dodatak maziva. Na tržištu su dostupne u mnoštvu različitih boja, veličina čestica i ostalih svojstava važnih za njihovu primjenu. Pigmenti od čistog bakra (crvena bronca) crvene su, bakrene boje, dok su pigmenti od slitine bakra s cinkom svjetlije ili tamnije žute boje poput zlata (zlatne bronce). Njihova nijansa ovisi o omjeru bakra i cinka, a posebni se učinci boja mogu dobiti modifikacijom s drugim metalima (aluminijem, kositrom, niklom), ili kontroliranom oksidacijom. Bakrene bronce nisu toliko otporne kao aluminijski pigment i skuplje su, pa se uglavnom upotrebljavaju samo za dekoraciju. Služe kao pigmenti u sredstvima za ukrasno lakiranje predmeta, u tiskarskim bojama za čestitke, omotne papire i tapete. Nisu otrovne, pa se mogu upotrijebiti pakiranje (ambalaža) za hranu, na cigaretnom papiru i slično.